# Индийски корморан
Индийският корморан (Phalacrocorax fuscicollis) е вид птица от семейство Корморанови (Phalacrocoracidae).

## Разпространение
Видът е разпространен в Бангладеш, Бутан, Виетнам, Индия, Камбоджа, Мианмар, Пакистан, Тайланд и Шри Ланка.